# Переріслянська сільська рада
Переріслянська сільська рада — орган місцевого самоврядування у Надвірнянському районі Івано-Франківської області з адміністративним центром у с. Перерісль.

## Загальні відомості
Водоймища на території, підпорядкованій даній раді: річка Стримба.

## Населені пункти
Сільській раді підпорядковані населені пункти:
- с. Перерісль — населення 2 430 ос.; площа 17,810 км²

## Склад ради
Рада складається з 16 депутатів та голови.

### Керівний склад ради
| ПІБ                          | Основні відомості                                                         | Дата обрання | Дата звільнення |
| ---------------------------- | ------------------------------------------------------------------------- | ------------ | --------------- |
| Логажевський Богдан Павлович | Сільський голова, 1955 року народження, освіта, безпартійний              | 26.03.2006   | 31.10.2010      |
| Непеляк Василь Дмитрович     | Сільський голова, 1959 року народження, освіта вища, член Партії регіонів | 31.10.2010   |                 |

Примітка: таблиця складена за даними джерела